# Fernão-Pires
Fernão-Pires (também designada por Maria-Gomes na região da Bairrada) é uma casta de uva branca da família das vitis vinifera cultivada em diversas regiões de Portugal, nomeadamente na Bairrada, Estremadura, Ribatejo e Terras do Sado. Outras designações são São Amaral, Gaeiro, Fernão Pirão. Casta nobre e antiga, surge no tratado "Portugal Vinícola" de 1900 como a base de alguns dos brancos mais afamados na região de Lisboa. É uma das castas brancas mais plantadas em Portugal, principalmente nas regiões do centro e sul, com especial  para a Bairrada, resultando em vinhos muito diversificados e aromáticos.

## Características e particularidades da casta
A Fernão-Pires é um tipo de uva de aroma floral e frutada. A sua cor é verde-amarelada, de bagos pequenos e arredondados. Resulta em vinhos de características muito variadas, que espelham as condições locais chegando a parecer de castas diferentes. A solo ou combinada com outras castas, a Fernão-Pires origina vinhos com forte aroma floral, com bom teor alcoólico e reduzida acidez. Os vinhos apresentam certa estrutura e complexidade, sendo geralmente aptos para o estágio em madeira. 

## Viticultura e distribuição
A casta Fernão-Pires tem uma maturação muito precoce, por isso é uma das primeiras a ser vindimada. Por ser muito sensível tanto às geadas como à seca, cresce melhor em solos férteis de clima temperado ou quente. É uma casta de produção bastante generosa, de cacho medianamente compacto, com bago pequeno e uniforme, de película verde amarelada e polpa não corada, suculenta e de sabor especial. Existem variações com características bem distintas, incluindo uma mutação que produz uvas rosadas.
A casta Fernão-Pires é utilizada nas regiões temperadas da Bairrada, Estremadura, Ribatejo e Península de Setúbal, tendo também alguma presença no Alentejo. A Norte é uma casta do elenco do Alto Douro, do Dão e dos vinhos verdes - embora minoritária. Tal como noutras regiões do mundo, embora seja uma casta branca pode participar na composição de vinhos tintos, como acontece na região do Oeste e na sub-região de Tomar, na qual, tradicionalmente, se adicionam castas tintas, como o Tinto Martinho, para se fabricar o típico Vinho Palhete da Serra rosado ou tinto.